# Kwiambana
Kwiambana est un site archéologique de l'État de Bauchi au Nigeria, situé dans une zone peu accessible de la réserve de Kwiambana.
Il s'agit d'un ensemble de ruines découvertes vers 1999, autour d'un inselberg de granit faits de deux sommets.
Elles sont faites de structures de boue séchées, entourées d'un fossé de cinq à sept mètres de profondeur qui évolue en une paroi de blocs de boue munie de meurtrières, et où le mur circulaire de la ville passe au-dessus de la roche nue.
S'y ajoutent quelques murets de pierres sèches autour d'une colline escarpée. Plusieurs emplacements auraient reçu des maisons.
Ce site aurait pu être détruit lors de la Guerre Fulani.